# Zīzgān
Zīzgān (persiska: زيزگان) är en ort i Iran.   Den ligger i provinsen Qom, i den centrala delen av landet, 170 km sydväst om huvudstaden Teheran. Zīzgān ligger 1 920 meter över havet och antalet invånare är 377.
Terrängen runt Zīzgān är huvudsakligen kuperad, men åt sydost är den platt. Runt Zīzgān är det ganska glesbefolkat, med 21 invånare per kvadratkilometer. Närmaste större samhälle är Dastjerd, 7,2 km nordost om Zīzgān. Trakten runt Zīzgān består i huvudsak av gräsmarker.